# Voyennes
Voyennes é uma comuna francesa na região administrativa de Altos da França, no departamento de Somme. Estende-se por uma área de 8,87 km². Em 2010 a comuna tinha 608 habitantes (densidade: 68,5 hab./km²).